# Тургунов, Евгений Ильич
Евгений Ильич Тургунов (род. 5 июля 1947, Андижан) — советский, таджикский и российский государственный и политический деятель, председатель Исполнительного комитета Горно-Бадахшанского областного Совета народных депутатов (1988—1990), второй секретарь ЦК КП Таджикистана (1990—1991), зам. председателя Верховного Совета Таджикской ССР (1990), депутат Верховного Совета Таджикской ССР 12-го созыва.

## Биография
Тургунов Евгений Ильич родился 5 июля 1947 года в Андижане Узбекской ССР (ныне областной центр Андижанской области Республики Узбекистан).
Выпускник Совхоз-техникума имени Ленина Матчинского района Таджикской ССР (1966), Таджикского сельскохозяйственного института (1978).
Старший лаборант Якутского научно-исследовательского института сельского хозяйства (ныне Якутский НИИСХ имени М. Г. Сафонова) (1966—1967).
Заведующий отделом Орджоникидзевского РК ВЛКСМ Якутской АССР (1967—1969). Член КПСС с 1969 года. Инструктор Якутского Обкома ВЛКСМ (1969—1971).
Инструктор, заведующий сектором, затем заведующий отделом Ленинабадского обкома ЛКСМ Таджикистана (1971—1978). Инструктор Ленинабадского обкома КП Таджикистана (1978—1980). Второй секретарь Аштского райкома КП Таджикистана (1980—1983).
Заведующий отделом организационно-партийной работы (оргпартработы) Горно-Бадахшанского обкома КП Таджикистана (1983—1986).
Председатель Горно-Бадахшанского областного агропромышленного комплекса (АПК), первый заместитель председателя Горно-Бадахшанского областного исполнительного комитета, одновременно председатель АПК ГБАО (1986—1988).
Председатель Исполнительного комитета Горно-Бадахшанского областного Совета народных депутатов Горно-Бадахшанской автономной области (1988—1990). Слушатель Академии общественных наук при ЦК КПСС (АОН при ЦК КПСС) (1989).
Избран депутатом Верховного Совета Таджикской ССР 12-го созыва (29 марта 1990 — 6 декабря 1994). Заместитель председателя Верховного Совета Таджикской ССР (1990): 

На второй сессии Верховного Совета Республики Таджикистан двенадцатого созыва 24 августа 1990 года была принята Декларация о суверенитете Таджикской Советской Социалистической Республики. <…> … список народных депутатов, которые в те судьбоносные для Таджикистана годы стояли у истоков независимости, принимали исторические документы. Одни уже ушли из жизни, другие покинули страну, но история помнить о них, должны помнить и мы… <…> ТУРГУНОВ Евгений Ильич.— 
26 мая 1990 года избран I пленумом ЦК КП Таджикистана вторым секретарем ЦК КП Таджикистана (1990—1991).
Заместитель директор ОАО «Свердловск» в Ленинабаде (1991—1996).
Заместитель генерального директора ОАО «Пролетарский ГОК» (1996—1999).
Советник заместителя председателя Правительства Российской Федерации, советник Департамента регионального развития Правительства Российской Федерации, затем начальник отдела Административного департамента Правительства Российской Федерации (2000—2010).

## Общественная деятельность
- депутат Горно-Бадахшанского областного Совета народных депутатов,
- депутат Верховного Совета Таджикской ССР 12-го созыва (1990—1994),
- член ЦК КП Таджикистана (1990—1991)[1][4].